# Limotettix uneolus
Limotettix uneolus är en insektsart som beskrevs av Ball 1929. Limotettix uneolus ingår i släktet Limotettix och familjen dvärgstritar. Inga underarter finns listade i Catalogue of Life.